# آتش‌سوزی هتل هاربین
آتش‌سوزی هتل هاربین ۲۰۱۸ (انگلیسی: 2018 Harbin hotel fire)، در هتل بیلیونگ هات اسپرینگ شهر هاربین در ساحل جزیره سان در چین رخ داد. این آتش‌سوزی باعث مرگ ۱۹ نفر و مصدومیت ۲۳ نفر شد.

## شرح حادثه
در ساعت ۰۴:۳۶ صبح روز ۲۵ اوت ۲۰۱۸ آتش‌سوزی در آشپزخانه بار کارائوکه در طبقه دوم هتل بیلیونگ هات اسپرینگ اتفاق افتاد. بسیاری از مهمانان، اغلب گردشگران چینی که برای شرکت در ماراتن بین‌المللی ۲۰۱۸ هاربین در شهر مانده بودند در این هتل در خواب بودند. آتش را بیش از ۴۰۰ متر مربع (۴۳۰۰ فوت مربع) در طبقات دوم تا چهارم و سالن اصلی در طبقه اول گسترش یافت. دود آتش‌سوزی در آشپزخانه، بار کارائوکه، راه پله‌ها و از طریق سیستم‌های تهویه هوا به راهروها گسترش یافت. در ساعت ۰۷:۵۰ آتش‌سوزی مهار شد و مقامات آتش‌نشانی ۱۸ کشته را در داخل مجتمع کشف کردند و یکی نفر نیز در بیمارستان کشته شد.

## تحقیقات
مقامات آتش‌نشانی روز بعد گفتند که هتل در طی دو سال گذشته حداقل پنج بازرسی امنیتی ناموفق داشته‌است. آتش‌نشانی هاربین اعلام کرد در سال ۲۰۱۶ به علت راهروهای پیچیده و کمبود خروجی‌های آتش‌نشانی و خاموش کننده‌ها، ساختمان هتل از امنیت لازم برخوردار نیست و دستور داد که استفاده از هتل تا زمان حل این مشکلات به حالت تعلیق درآید.